# Raquel Rabinovich
Raquel Rabinovich (Buenos Aires, 30 de marzo de 1929-Rhinebeck,  condado de Dutchess, Nueva York, 5 de enero de 2025) fue una artista argentino-estadounidense. Conocida por sus pinturas y dibujos monocromáticos, así como por sus entornos de esculturas de vidrio a gran escala y sus instalaciones específicas a lo largo de las orillas del río Hudson. Está incluida en el Programa de Historia Oral de los Archivos de Arte Estadounidense de la Institución Smithsonian. Su trabajo está incluido en numerosas colecciones de museos, incluyendo el Museo Whitney de Arte Estadounidense, el Museo Metropolitano de Arte, y el Museo Smithsoniano de Arte Americano.

## Primeros años
Rabinovich nació en Buenos Aires, Argentina de padres judíos rusos y rumanos, y creció en Córdoba. De 1950 a 1952 estudió en la Universidad Nacional de Córdoba. Algunas de sus primeras influencias fueron los artistas argentinos Héctor Basaldúa, Vicente Forte y Ernesto Fariña, cuyos estudios visitaría Rabinovich. Continuaría estudiando arte con Fariña en Córdoba. A finales de la década de 1950 pasó seis años en Europa, estudiando historia del arte en la Sorbona y estudio de arte con Andre Lhote.
En 1956 Rabinovich se casó con José Luis Reissig y tuvieron tres hijos juntos; se divorciaron en 1980. Después de muchos años separados, reanudaron su asociación en 1987. Regresó a Argentina a principios de la década de 1960, donde inició un período de contemplación y reflexión que desembocó en una serie de pinturas titulada The Dark is Light Enough. Estas obras fueron expuestas en Buenos Aires en 1963. La serie marcó el comienzo de su investigación de toda la vida sobre la naturaleza de la existencia a través de la exploración de lo que ella llama la "fuente oscura". La fuente oscura, para Rabinovich, encarna los aspectos ocultos de la existencia que parecen invisibles, que están detrás de la apariencia de las cosas, los pensamientos, el lenguaje y el mundo. Debido a un golpe militar en Argentina en 1966, se mudó a los Estados Unidos en 1967 con su familia y se convirtió en ciudadana estadounidense en 1973.
A principios de los 70, Rabinovich tuvo un sueño en el que sus pinturas se volvían transparentes y autónomas, por lo que comenzó a crear esculturas con vidrio. Estos se exhibieron por primera vez en 1973. En 1979 visitó Machu Picchu. Permaneció en las ruinas durante la noche y antes del amanecer Machu Picchu desapareció de la vista, luego apareció muy lentamente, mientras las nubes se levantaban por la mañana. Muchos años después, influenciada por esta experiencia, crearía instalaciones escultóricas de piedra llamadas Emergencias a lo largo de las orillas del río Hudson. Al igual que Machu Picchu, estas esculturas de piedra también desaparecen de la vista y emergen gradualmente, solo que esta vez las piedras están ocultas por las mareas.
En 1987, su fascinación por las culturas antiguas la llevó a Egipto, India, Nepal, Indonesia y Tailandia. Estos viajes tuvieron un profundo impacto en su trabajo.

## Exposiciones seleccionadas

### 2000-presente
- Raquel Rabinovich: La sala de lectura (Thompson Memorial Library, Vassar College, Poughkeepsie, NY 2018).[13]
- Thresholds, (Y Gallery, Nueva York, 2017).[14]
- Raquel Rabinovich: Extractos (Biblioteca del Instituto Pratt, 2017).
- River Library ("Espacio cromático", exposición colectiva, Shirley Fiterman Art Center, CUNY, NYC, 2016).
- River Library ("Exposición única de libros de artistas únicos", exposición colectiva, Galería Pierre Menard, Boston, MA, 2011).
- River Library ("Sticks and Stones", Lehman College, Bronx, NY, 2011).
- Bibliote (Fundación Alon, Buenos Aires, Argentina, 2008).[15]
- River Library ("Imaging the River", exposición colectiva, Hudson River Museum, Yonkers, NY 2003-04).[6]

### Década de 1990
- Raquel Rabinovich (Galería Jaime Conci, Córdoba, Argentina, 1990).[6]
- Beyond the Surface: Raquel Rabinovich, Recent Work (American Society, Nueva York, comisariada por Fátima Bercht).

### 1970-1980
- Claustro, Cruce, Pasaje, 1.32 (CUNY Graduate Center Mall, NYC 1978 y el Museo Judío de Nueva York, NYC, 1979).[16]

## Libros sobre su trabajo
- 2016: Messina, Gaby. Maestros. El bosque y el árbol / Maestros. El bosque y los árboles . Buenos Aires, Argentina. páginas. 76–77.
- 2013: Perazzo, Nelly. Historia general del arte en la Argentina, Tomo XI (Escultura Argentina 1965-2000). Academia Nacional de Bellas Artes, Buenos Aires, Argentina. páginas. 263–2642010 Levi Strauss, David. Elogio de la oscuridad, de la cabeza a la mano: el arte y el manual . Nueva York: Oxford University Press: págs. 66–69.
- 2008: Herzberg, Julia P. Raquel Rabinovich, Antología del lecho de los ríos / Antología de los cauces de los ríos, Buenos Aires: Editorial Fundación Alon para las Artes (ensayista principal y editora: Julia P. Herzberg; otros ensayistas: Jenny Fox, Patricia C Phillips y Ana María Battistozzi).
- 2007: Philbin, Ann. 560 Broadway: A New York Drawing Collection at Work, 1991-2006, New Haven y Londres: Fifth Floor Foundation, Nueva York y Yale University Press: p. 137.
- 2004: Brenner, Hedwig. Judische Frauen in der bildenden Kunst II, editado por Erhard Roy Wiehn, Hartung-Gorre Verlag. Alemania: Konstanz: págs 275-276.
- 2002: Aldana, Erin. Guía de St. James para artistas hispanos . Nueva York: St. James Press: págs. 485–488.
- 1991: Bellamy, Peter. The Artist Project: Portraits of the Real World / New York Artists 1981-1990, IN Publishing, Nueva York, p. 184.
- 1982: Rubiano Caballero, Germán. La Escultura en América Latina (Siglo XX), Ediciones de la Universidad Nacional de Colombia, Bogotá, Colombia.
- 1974: Bayón, Damián C. Aventura Plástica de Hispanoamérica, Breviarios del Fondo de Cultura Económica, n.º 233, México, p. 161.[17]

## Premios
- 2011–12: Premio Lee Krasner a la trayectoria, The Pollock-Krasner Foundation, Nueva York, NY.[18]
- 2001, 2006: Beca de la Fundación Pollock-Krasner, Nueva York, NY.
- 1995: Consejo de las Artes del Estado de Nueva York, Beca de artista individual para trabajos en papel, Nueva York, NY.[12]
- 1992: Beca del Fondo Nacional de las Artes de Estados Unidos/Francia, Washington D. C..[12]
- 1991: Beca de Artes Visuales del Fondo Nacional de las Artes, Washington D. C.[12]
- 1980–86: Beca del espacio para artistas, Nueva York, NY.[12]
- 1978: Beca de becas CAPS, Programa de servicio público para artistas creativos, Nueva York, NY.[12]
- 1964: Beca del Fondo Nacional de Las Artes, Buenos Aires, Argentina.[12]

## Colecciones
Está incluida en el Programa de Historia Oral de los Archivos de Arte Estadounidense de la Institución Smithsonian. Su trabajo está incluido en las colecciones del Museo Whitney de Arte Estadounidense, el Museo Metropolitano de Arte y el Museo Smithsoniano de Arte Americano.
En América del Sur, su obra se encuentra en las colecciones del Fondo Nacional de las Artes en Buenos Aires, Argentina, el Museo Genaro Pérez en Córdoba, Argentina el Museo de Arte Moderno en Bogotá, Colombia, el Museo de Arte Moderno en Buenos Aires, Argentina y el Museo Emilio Caraffa en Córdoba, Argentina.
En Europa, su trabajo se encuentra en la colección de la Galería Nacional de Arte en Sofía, Bulgaria.